# Prince Ital Joe
Prince Ital Joe (Roseau, Dominikai Közösség, 1963. május 5. – Phoenix, Arizona, 2001. május 16.) dominikai származású, amerikai rapper.

## Élete
A dominikai születésű Prince Ital Joe és családja 1976-ban az Egyesült Államokban, New York Brooklyn negyedében települt le. Miután a középiskolát elvégezte, Kaliforniába költözött, majd tíz éven át hollywoodi partik felszolgálójaként dolgozott. 1988-ban Ziggy Marley koncertjén segédkezett. 1993-ban közös karrierbe kezdett Marky Mark rapperrel, és két közös albumuk is megjelent. A „United” című számuk Németországban hetekig vezette a toplistákat. Haláláig a zeneiparban tevékenykedett, Dr. Drével és 2Packel is együtt dolgozott.
Felesége Paulina Paquette volt; egy lányuk született (Princess Nashida Paquette).

## Halála
Prince Ital Joe 2001. május 16-án Los Angeles-be tartott, Phoenix-ben autóbalesetet szenvedett és elhunyt.

## Diszkográfia

### Albumok
| Év   | Album címe          |
| ---- | ------------------- |
| 1994 | Life in the Streets |
| 1995 | The Remix Album     |

### Közös dalok Marky Mark-kal
| Év   | Szám címe           |
| ---- | ------------------- |
| 1993 | Happy People        |
| 1994 | Life in the Streets |
| 1994 | United              |
| 1995 | Babylon             |
| 1995 | Rastaman Vibrations |

## Fordítás
- Ez a szócikk részben vagy egészben  a   Prince Ital Joe című angol Wikipédia-szócikk fordításán alapul.  Az eredeti cikk szerkesztőit annak laptörténete sorolja fel. Ez a jelzés csupán a megfogalmazás eredetét és a szerzői jogokat jelzi, nem szolgál a cikkben szereplő információk forrásmegjelöléseként.